# Agara pegasus
Agara pegasus is een vlinder uit de familie van de dikkopjes (Hesperiidae). Deze soort is voor het eerst wetenschappelijk beschreven als Myscelus pegasus door Paul Mabille in een publicatie uit 1903.
De soort komt voor in Colombia, Venezuela, Frans-Guyana en Ecuador.